# Iluzjon cz. I
Iluzjon cz. I – szósty album studyjny Reni Jusis wydany 27 kwietnia 2009 r. Pierwszy singiel A mogło być tak pięknie ukazał się 16 marca 2009 roku. W lutym 2010 roku wydawnictwo uzyskało nominację do nagrody polskiego przemysłu fonograficznego Fryderyka w kategorii: album roku piosenka poetycka.
Album dotarł do 8. miejsca polskiej listy przebojów – OLiS.

## Lista utworów
Opracowano na podstawie materiału źródłowego.
1. „Delirium” (sł. Reni Jusis, muz. Reni Jusis) – 3:36
2. „A mogło być tak pięknie” (sł. Reni Jusis, muz. Reni Jusis) – 5:01
3. „Iluzjon” (sł. Reni Jusis, muz. Reni Jusis) – 4:32
4. „Dwoje na huśtawce” (sł. Reni Jusis, muz. Reni Jusis) – 5:40
5. „Ostateczne starcie” (sł. Reni Jusis, muz. Reni Jusis) – 6:01
6. „Dziewczyna przy fortepianie” (sł. Reni Jusis, muz. Reni Jusis) – 5:13
7. „Nie umiem już kochać” (sł. Tomasz Makowiecki, muz. Tomasz Makowiecki) – 4:34
8. „Osiem minut” (sł. Reni Jusis, muz. Reni Jusis) – 4:48
9. „Był sobie paź” (sł. Reni Jusis, muz. Reni Jusis) – 4:27
10. „Panna z bagien” (sł. Reni Jusis, muz. Reni Jusis) – 4:47
11. „Kurtyzana” (sł. Reni Jusis, muz. Reni Jusis) – 4:39

## Twórcy
Opracowano na podstawie materiału źródłowego.

- Michał Przytuła – gitara basowa, akustyczna gitara basowa, gitara akustyczna, gitara elektryczna,
gitara hawajska, programowanie, instrumenty klawiszowe, realizacja nagrań, miksowanie, mastering
- Reni Jusis – czelesta, pianino elektryczne, melotron, pianino, produkcja, śpiew
- Gaba Kulka – wokal
- Tomek Makowiecki – wokal
- Stanisław Sojka – wokal
- Leszek Laskowski – steel guitar
- Jacek Wąsowski – gitara akustyczna
- Marek Tarnowski – akordeon
- Atanas Valkov – pianino elektryczne